# 片桐由希子
片桐 由希子（かたぎり ゆきこ）は、日本の観光学者。金沢工業大学専任講師。

## 略歴
神奈川県立希望ケ丘高等学校、慶應義塾大学環境情報学部卒業。慶應義塾大学大学院政策・メディア研究科修士課程修了、博士課程単位取得満期退学。東京大学GCOEプログラム「都市空間の持続再生学の展開」特任助教、東京都立大学環境学部観光科学科助教を経て、2020年度より金沢工業大学工学部環境土木工学科講師。